# Schaltkabel
Als Schaltkabel bezeichnet man in der Fernmeldetechnik Kabel, welche technische Einrichtungen in Vermittlungsstellen und Übertragungseinrichtungen miteinander verbinden. Die Bestimmungen für Schaltkabel sind in dem Standard DIN VDE 0813 enthalten. Schaltkabel werden zum Beispiel in Ortsvermittlungsstellen für die Verbindung von Hauptverteiler und Vermittlungseinrichtung verwendet.
Spezielle Schaltkabel mit stark verbesserten Übertragungseigenschaften in höheren Frequenzbereichen bis 32 MHz werden für Systeme der xDSL-Technik zwischen Hauptverteiler und DSLAM eingesetzt. Ebenso werden die Verbindungen zwischen Hauptverteiler der Deutschen Telekom und den Kollokationsräumen alternativer Netzbetreiber realisiert.